# A Woman Like Me
"A Woman Like Me" é uma canção da cantora norte-americana Beyoncé Knowles. Foi composta por Charmelle Cofield, Ron Lawrence e Knowles, com produção pelos dois últimos para o filme The Pink Panther (2006). Porém, a faixa não foi incluída no álbum de trilha sonora da trama, assim como "Check on It", que também fez parte do projeto.
Mesmo não sendo lançada oficialmente como um single, a canção alcançou a terceira posição da Bubbling Under R&B/Hip-Hop Singles, tabela musical publicada pela revista norte-americana Billboard. A música também teve remixes por Steve Austin e S-ROC nos seus respectivos álbuns.

## Antecedentes e gravação
Em uma entrevista realizada em 2004, Knowles confirmou sua participação na refilmagem de The Pink Panther: "Tive que decidir entre fazer o filme ou tirar um mês de férias antes de voltar a trabalhar com o Destiny's Child. Eu queria sair de férias, mas quando soube que a proposta era para o longa The Pink Panther e eu iria trabalhar com Steve Martin, achei incrível, foi muito surpreendente." A cantora também confirmou a gravação de "A Woman Like Me", canção que foi interpretada por sua personagem na história. As filmagens tiram início no mês de maio em Nova Iorque e Paris, logo após o fim da turnê Verizon Ladies First.
Na trama, Knowles vive a cantora "Xania", que é a namorada e a principal suspeita do assassinato do treinador "Yves Gluant". Durante uma entrevista, a artista definiu sua personagem com a seguinte pergunta: "Você acha que pode lidar com uma mulher como eu?", fazendo referência a sua música que tem questionamentos semelhantes. Ela também declarou que a obra tem a "energia de uma canção de Tina Turner e o drama de uma música de James Bond", além de ser uma adaptação de sua personagem.

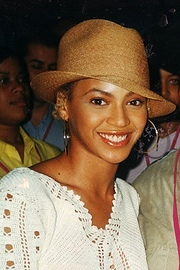
Para Knowles, "A Woman Like Me" combina perfeitamente com "Xania", sua personagem no filme The Pink Panther (2006).

"A Woman Like Me" foi o resultado de uma colaboração entre Knowles e Shawn Levy, diretor do longa-metragem, que em uma entrevista explicou como foi o processo de criação da faixa em parceria com a cantora: "Queríamos algo que fosse musicalmente legal e refletisse o estilo e bom gosto de Beyoncé. Então, enviamos um pedido para a comunidade musical e recebemos várias músicas de alguns dos melhores compositores do país. Depois que escutamos "A Woman Like Me", ela foi a escolhida." Sobre o processo de gravação, ele disse: "Quando chegamos no estúdio, Beyoncé fez a música sozinha, de um jeito que ninguém poderia fazer. Ela estava animada. Vê-la em um estúdio de gravação é como assistir a uma Rainha. Ela apenas gravou faixa após faixa, sem deliberação, nenhum equívoco. Depois, ela duplicou e triplicou sua própria voz em seis e sete harmonias diferentes. Foi incrível."
Mesmo sendo gravada para a trilha sonora de The Pink Panther, de 2006, a canção acabou não sendo adicionada no álbum com os temas originais do filme, assim como "Check on It", que também foi utilizada no projeto. "A Woman Like Me" é uma canção do gênero R&B que foi escrita por Charmelle Cofield, Ron Lawrence e Beyoncé Knowles, com produção pelos dois últimos. De acordo com a partitura publicada pela Sony/ATV Music Publishing na página da Musicnotes, a faixa possui um metrônomo moderado de oitenta batidas por minuto e é composta na chave de ré bemol maior. Durante a música, o alcance vocal de Knowles varia entre as notas de lá bemol da terceira oitava até mi bemol da quinta oitava. Os instrumentos utilizados em sua produção foram piano e guitarra, além do extrato de "Hammerhead", música de Simon Haseley, do disco de 1972 Great Day.

## Recepção crítica e vídeo
Em uma crítica feita ao DVD de The Pink Panther, Phil Bacharach, da página virtual DVD Talk, escreveu: "A encantadora Beyoncé assume o centro das atenções em dois bônus", se referindo ao videoclipe da música "Check on It" e ao desempenho exclusivo de "A Woman Like Me". Ele também considerou a performance exclusiva da canção como a "mais interessante" entre os dois vídeos. Damon Smith, do jornal britânico Manchester Evening News, considerou a música como "sensual" e elogiou as roupas usadas pela artista na trama. No filme, uma breve parte da apresentação de Knowles com a faixa é exibida, seu desempenho completo só foi lançado oficialmente no bônus do DVD da história. No vídeo, a cantora é vista como sua personagem, cantando em um pequeno palco e acompanhada de duas dançarinas.

## Uso na mídia
Mesmo não sendo lançada oficialmente como um single ou adicionada em um disco, a música teve posteriormente um remix por Steve Austin no álbum Hollywood Cole Presents: I'm the Juggernaut Bitch!. Em 12 de maio de 2008, S-ROC lançou o disco Roc and a Hard Place, que também possui uma nova versão da faixa. O rapper norte-americano Ab-Soul utilizou amostras de "A Woman Like Me" em "Still a Regular Nigga", da sua mixtape de 2010 Longterm 2: Lifestyles of the Broke and Almost Famous.

## Desempenho nas tabelas musicais
Mesmo sem divulgação, "A Woman Like Me" teve a sua estreia em uma tabela musical através da Bubbling Under R&B/Hip-Hop Singles, publicada pela revista norte-americana Billboard, alcançando seu pico na terceira posição em 24 de junho de 2006. Na semana seguinte, caiu para o número 19 da lista, totalizando duas semanas consecutivas no gráfico.

### Posições
| Tabelas musicais (2006)                             | Melhor posição |
| --------------------------------------------------- | -------------- |
| Estados Unidos - Bubbling Under R&B/Hip-Hop Singles | 3              |